# Туманян, Самвел Саркисович
Самве́л Сарки́сович Туманя́н (арм. Սամվել Սարգսի Թումանյան, 25 февраля 1949, Ереван) — бывший депутат парламента Армении.
- 1966—1971 — Ереванский политехнический институт. Инженер-электрик. Кандидат физико-математических наук. Награждён орденом Дружбы народов (1986).
- 1971—1974 — младший научный сотрудник Горисского физико-технического центра АН Армянской ССР.
- 1974—1975 — младший научный сотрудник ВЦ АН.
- 1975—1979 — руководитель группы, младший научный сотрудник, заместитель директора, главный инженер специального конструкторского бюро (СКБ) Ереванского государственного университета.
- 1979—1985 — заместитель директора завода «Гарни» НПО «Ани», директор завода «Аракс» НПО «Ани».
- 1985—1999 — генеральный директор НПО «Ани», директор Ереванского научно-исследовательского технологического института микроэлектроники.
- 1999—2003 — депутат парламента. Член постоянной комиссии по внешним сношениям. Член фракции «Единство».
- 2003—2007 — вновь был депутатом парламента. Член постоянной комиссии по финансово-кредитным, бюджетным и экономическим вопросам. Член партии «Национальное единение».